# Ustyna Tyszkoweć
Ustyna Tyszkoweć, ukr. Устина Тишковець (ur. 1923, zm. w 1946) – ukraińska chłopka, Sprawiedliwa wśród Narodów Świata, ofiara zbrodni ukraińskich nacjonalistów.

## Życiorys
Urodzona w 1923 roku w rodzinie Semena i Zinajidy Tyszkoweciów. W czasie II wojny światowej mieszkała wraz z rodziną w Karasinie w przedwojennym powiecie sarneńskim województwa wołyńskiego.
Podczas okupacji niemieckiej rodzina Tyszkoweciów udzielała pomocy czteroosobowej żydowskiej rodzinie Bodniuków-Kratzmanów oraz Naftalemu Perelmuterowi, ukrywając ich oraz zapewniając produkty pierwszej potrzeby. Zadaniem Ustyny było przygotowywanie jedzenia dla ukrywanych. Pomoc ta była udzielana wraz z mieszkającą po sąsiedzku rodziną Kuriszków. Żydzi doczekali w ukryciu do zajęcia tych terenów przez Armię Czerwoną w styczniu 1944 roku.
Po wojnie rodzina Tyszkoweciów musiała uciec do Sarn w obawie przed ukraińskimi nacjonalistami. Talimon, mąż Ustyny, który pozostał w Karasinie, został przez nich zamordowany. W 1946 roku ukraińscy nacjonaliści zamordowali również Ustynę.

## Upamiętnienie
W 2005 roku Instytut Jad Waszem uhonorował pośmiertnie Ustynę Tyszkoweć, a także jej rodziców i rodzeństwo tytułami Sprawiedliwych wśród Narodów Świata.

## Zobacz także
- Iwan Kuriszko